# Kloster Paring

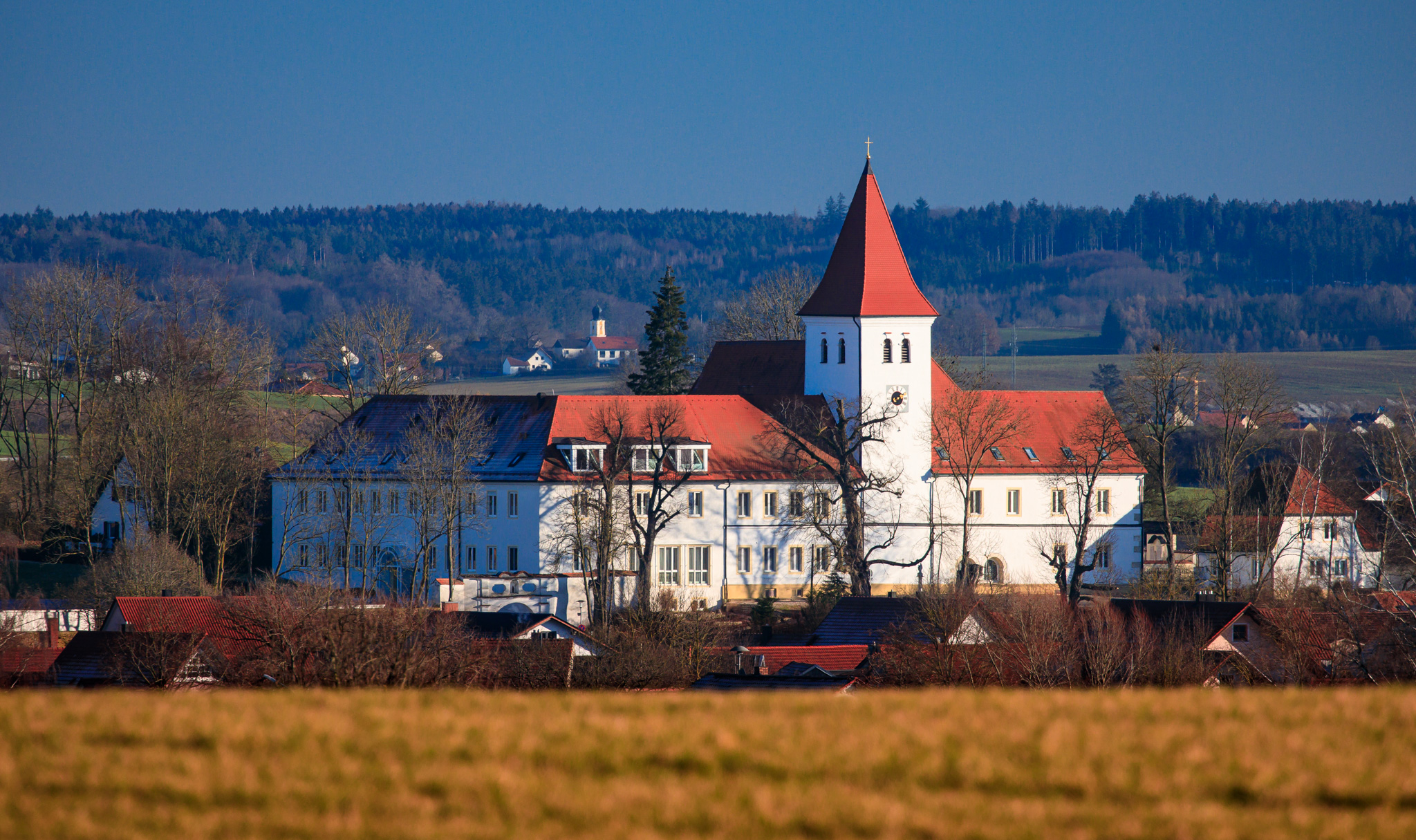
Propstei St. Michael in Paring

Das Kloster Paring (Patrozinium: St. Michael) ist eine Propstei der Augustiner-Chorherren der Windesheimer Kongregation, lat. Canonici Regulares Sancti Augustini Congregatio Vindesemensis (Ordenskürzel C.R.V.), in Paring, Markt Langquaid in Bayern in der Diözese Regensburg. Im Moment ist Maximilian Korn CRV Propst von Paring.

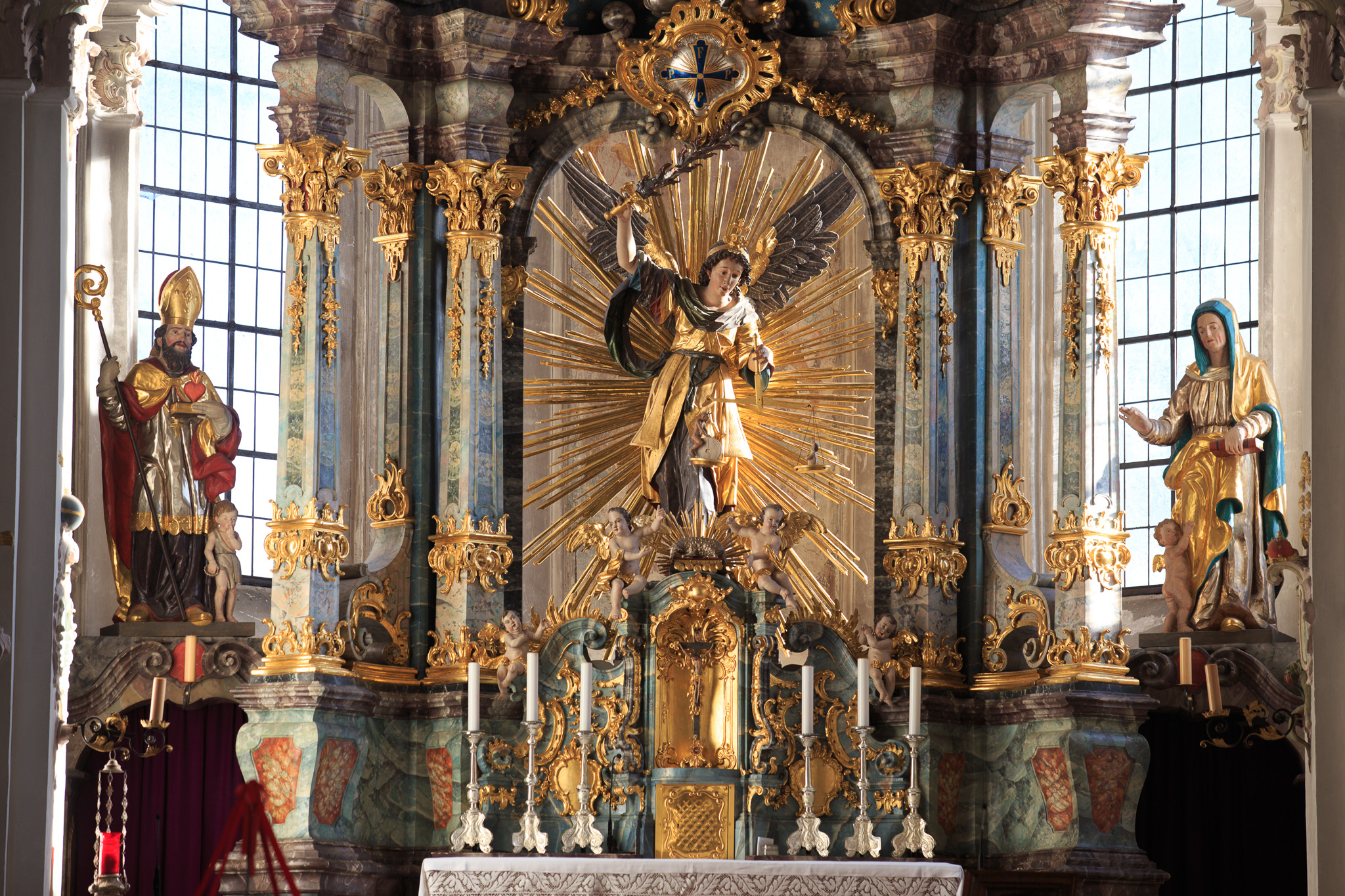
Altar der Klosterkirche St. Michael in Paring: Der Erzengel Michael mit Feuerschwert und Seelenwaage

## Geschichte
Das Wirken der Augustiner-Chorherren an diesem Ort begann bereits im Jahr 1139 mit dem Bau der Kirche und der Klostergebäude. Es geht auf eine gemeinsame Stiftung des Grafen Gebhard von Rottenburg-Roning und seiner Brüder Heinrich und Konrad, sowie deren Mutter Mathilde, zurück. 1141 wurde die Kirche geweiht und die ersten Kanoniker begannen, hier zu leben und zu wirken. Papst Luzius II., der selbst Augustiner-Chorherr war, bestätigte 1144 die Gründung des Stiftes Paring.
Im 14. Jahrhundert, nach einem großen Brandschaden wurde das Kloster unter Propst Friedrich von Lobsing, der zwischen 1311 und 1335 dieses Amt ausübte, wiederhergestellt. Durch die Unruhen der Reformation, wegen der knappen wirtschaftlichen Mittel und aufgrund der geringen Anzahl von Kanonikern sah sich Propst Otto II. 1551 gezwungen, in das benachbarte Chorherrenstift in Rohr überzusiedeln, womit das Chorherrenleben in Paring zunächst gänzlich erlosch. 
1598 übernahmen die Benediktiner von Andechs die Propstei als kleinen landwirtschaftlichen Betrieb. In ihre Zeit fielen die Schwedenkriege, unter denen Paring schwere Zerstörungen erleiden musste. Von der ursprünglich dreischiffigen, romanischen Pfeilerbasilika ist seither nur noch das Mittelschiff erhalten. In den Jahren von 1764 bis 1769 bekam die Kirche unter dem Andechser Abt Meinrad I. Moosmüller ihr heutiges Aussehen im Stil des späten Rokoko. Im Zuge der Säkularisation von 1803 erlosch schließlich diese Niederlassung von Andechs. Der größte Teil der ursprünglichen Klosteranlage ist nicht erhalten geblieben.
1974 beschloss die Kongregation von Windesheim, in Deutschland ein Kloster zu gründen und fand durch die Vermittlung des Regensburger Bischofs Rudolf Graber in Paring einen Ort mit kanonikaler Geschichte. So konnten die ersten Chorherren am Michaelsfest, dem 29. September 1974, zum Patrozinium das Chorherrenleben nach über 400 Jahren wieder aufnehmen. Paring ist zumeist der Sitz ihres Generalpropstes. Seit 1992 ist Paring eine autonome Propstei. Erster Propst nach der Wiedergründung wurde Herr Helmut Grünke (1993–2016). Ihm folgte Herr Maximilian Korn (seit 2016) im Amt des Propstes von Paring nach. Der Konvent des Klosters besteht derzeit (2002) aus 11 Kanonikern, wovon 8 Priester sind. Die Priester des Ordens versehen die ordentliche und außerordentliche bzw. kategoriale Seelsorge, hauptsächlich die Pfarreien rund um das Kloster. Die Klostergebäude wurden in den Jahren 2000/2001 und 2018 erweitert.
Auf dem Friedhof der Propstei liegt der Latinist Abt Karl Egger begraben, der maßgeblich daran beteiligt war, dass die Windesheimer Kongregation der Lateranensischen Chorherren wiederbelebt wurde.

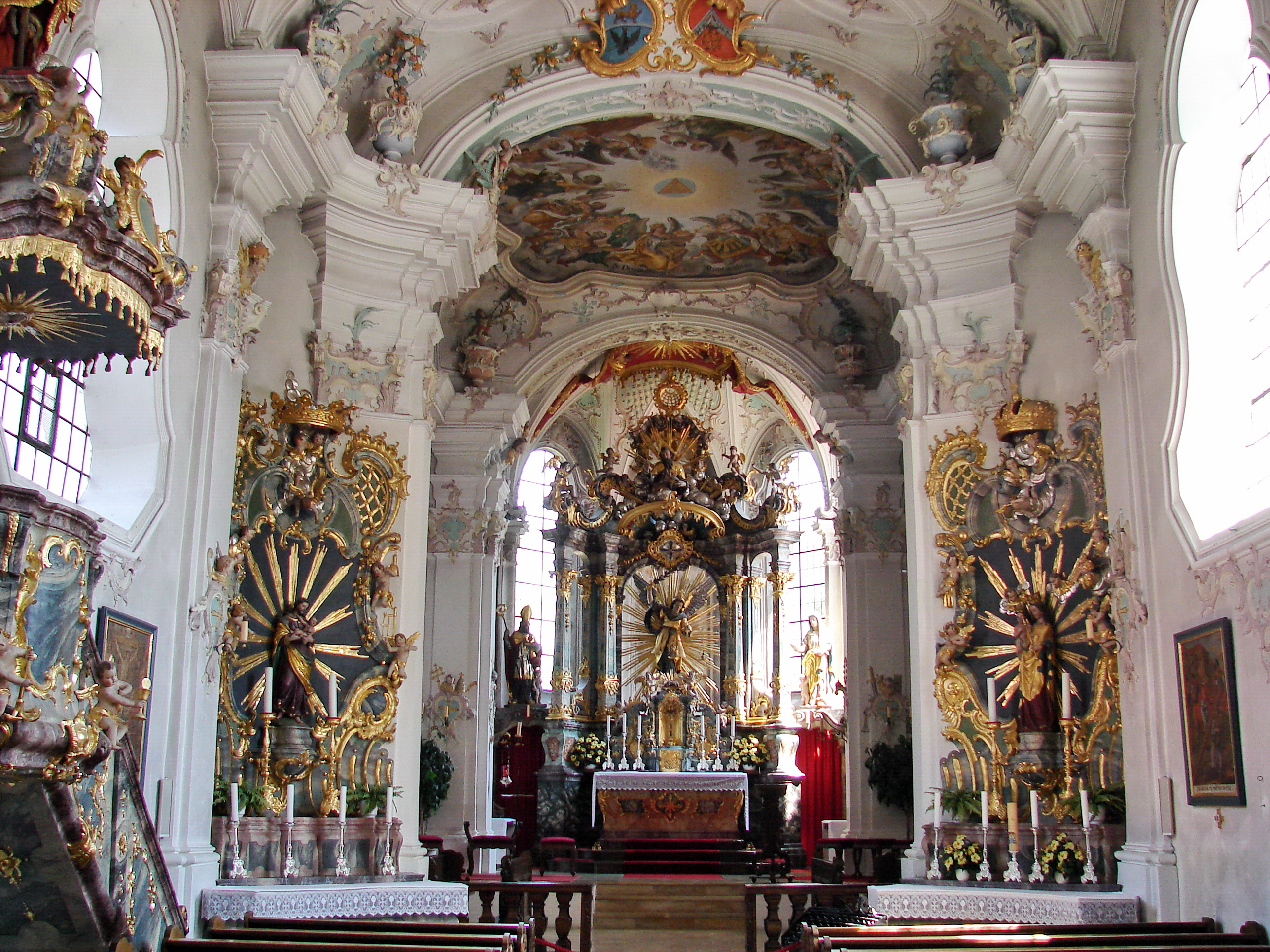
Klosterkirche Paring: Innenraum
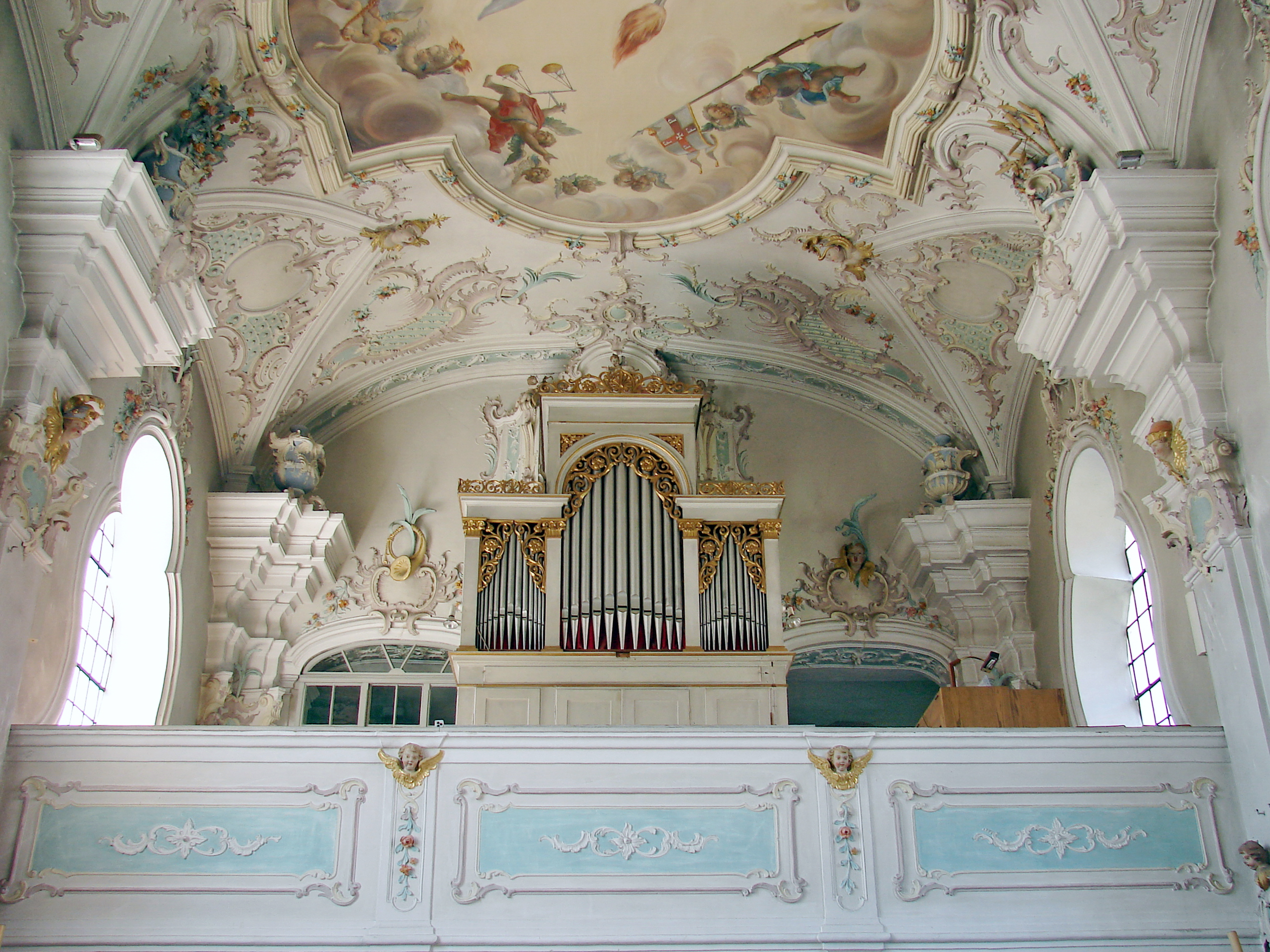
Klosterkirche Paring: Empore mit Orgel
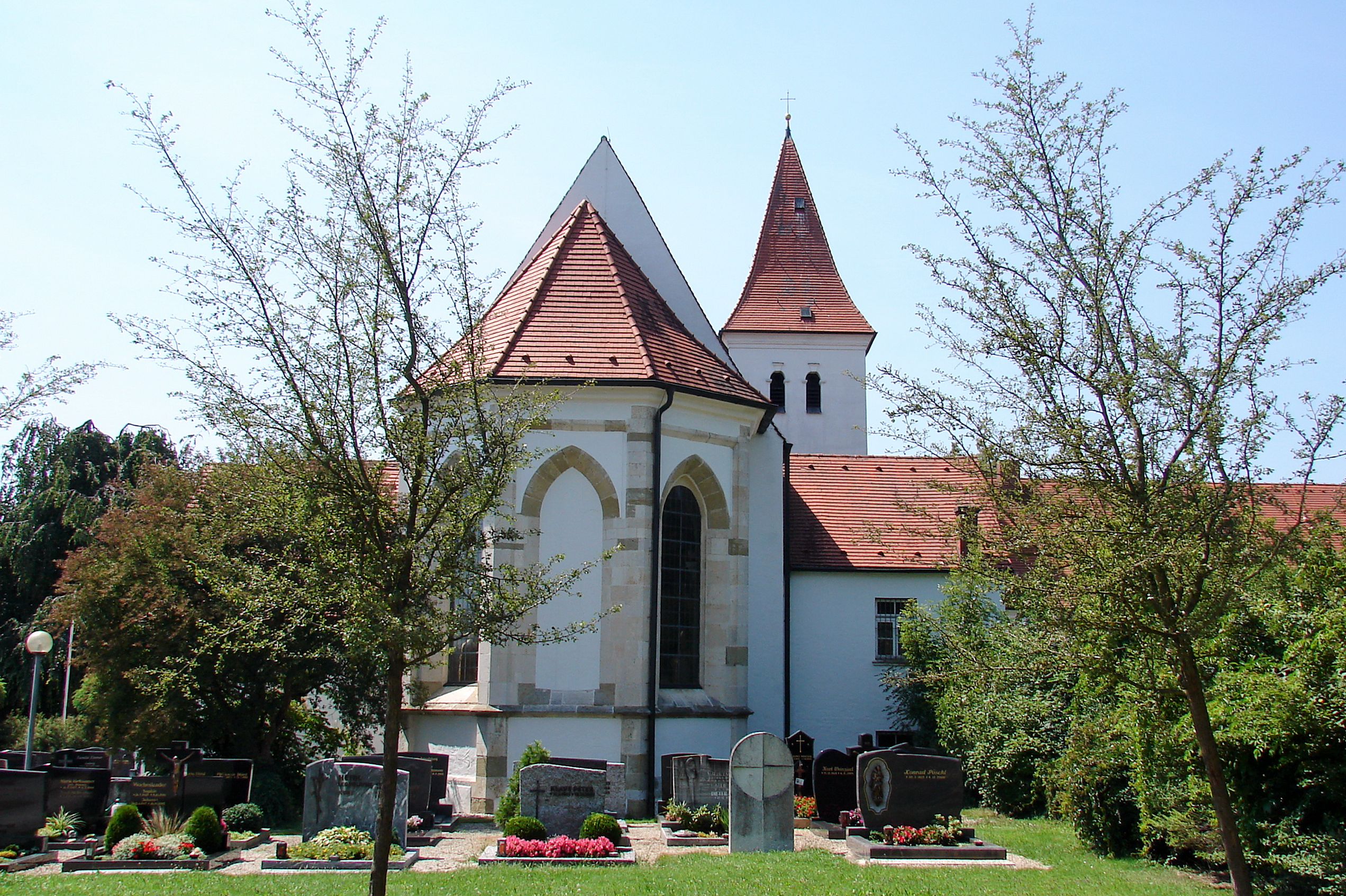
Klosterkirche Paring
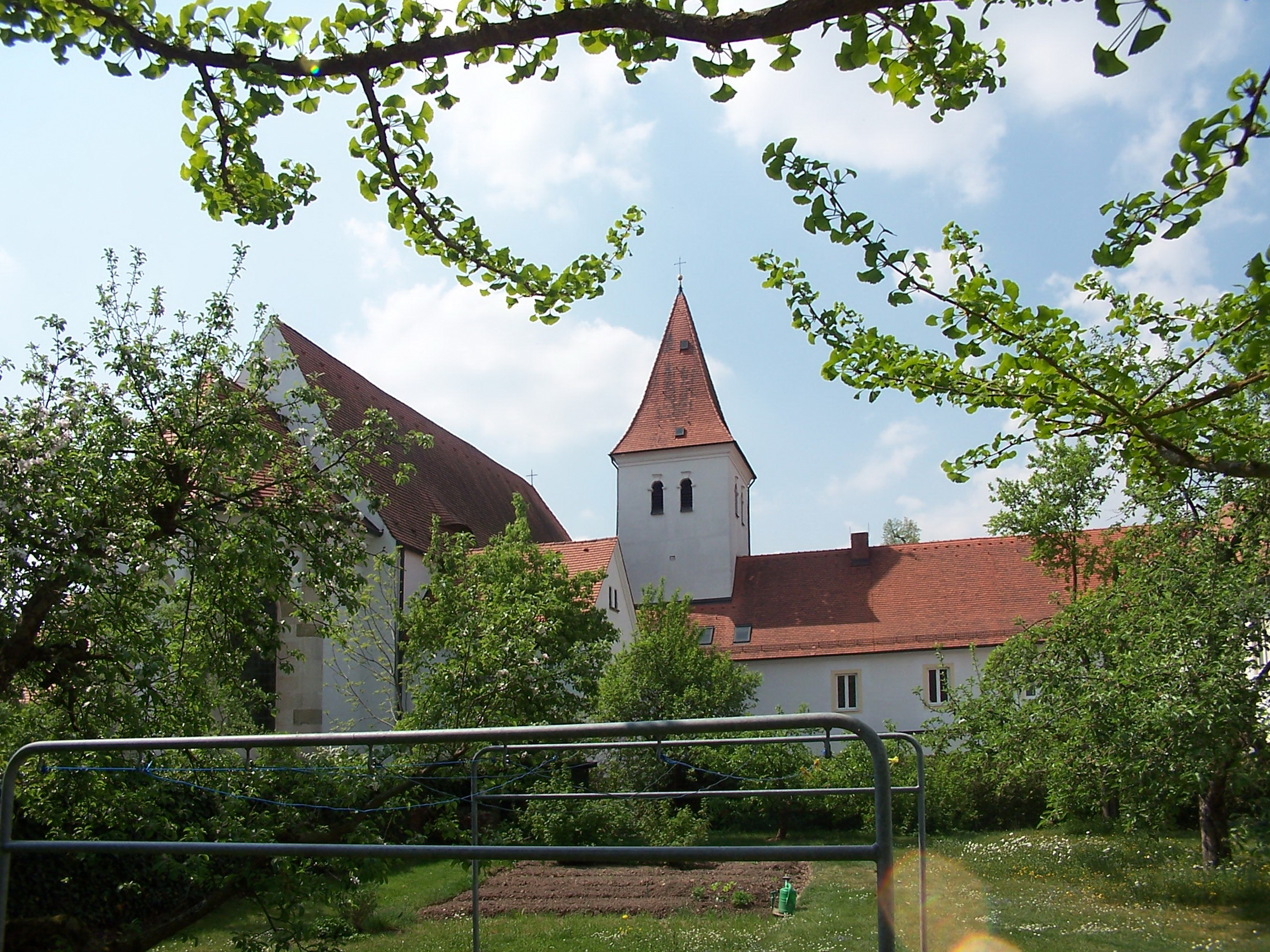
Klosterkirche Paring
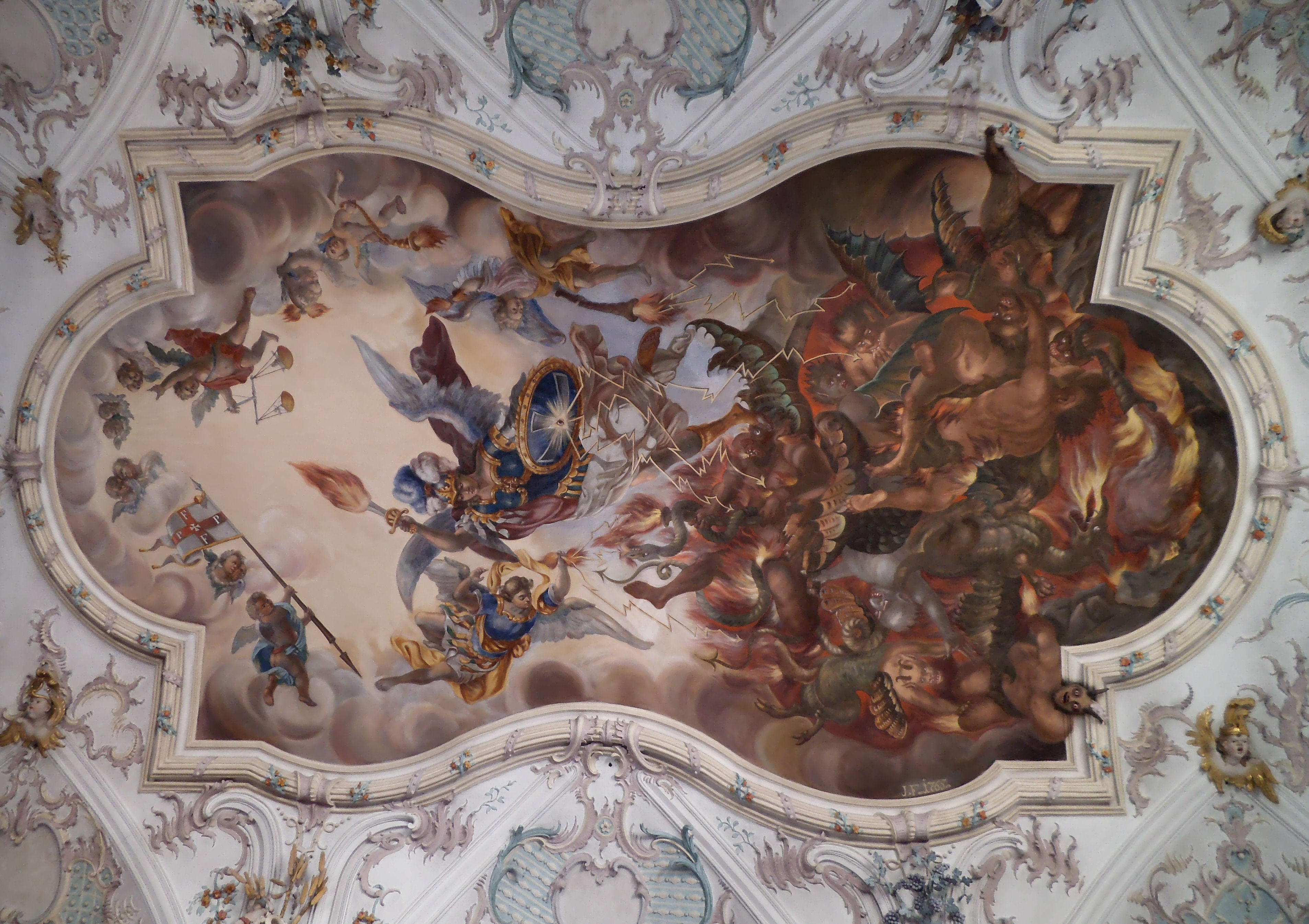
Paring Stiftkirche St. Michael: Deckenfresko im Langhaus
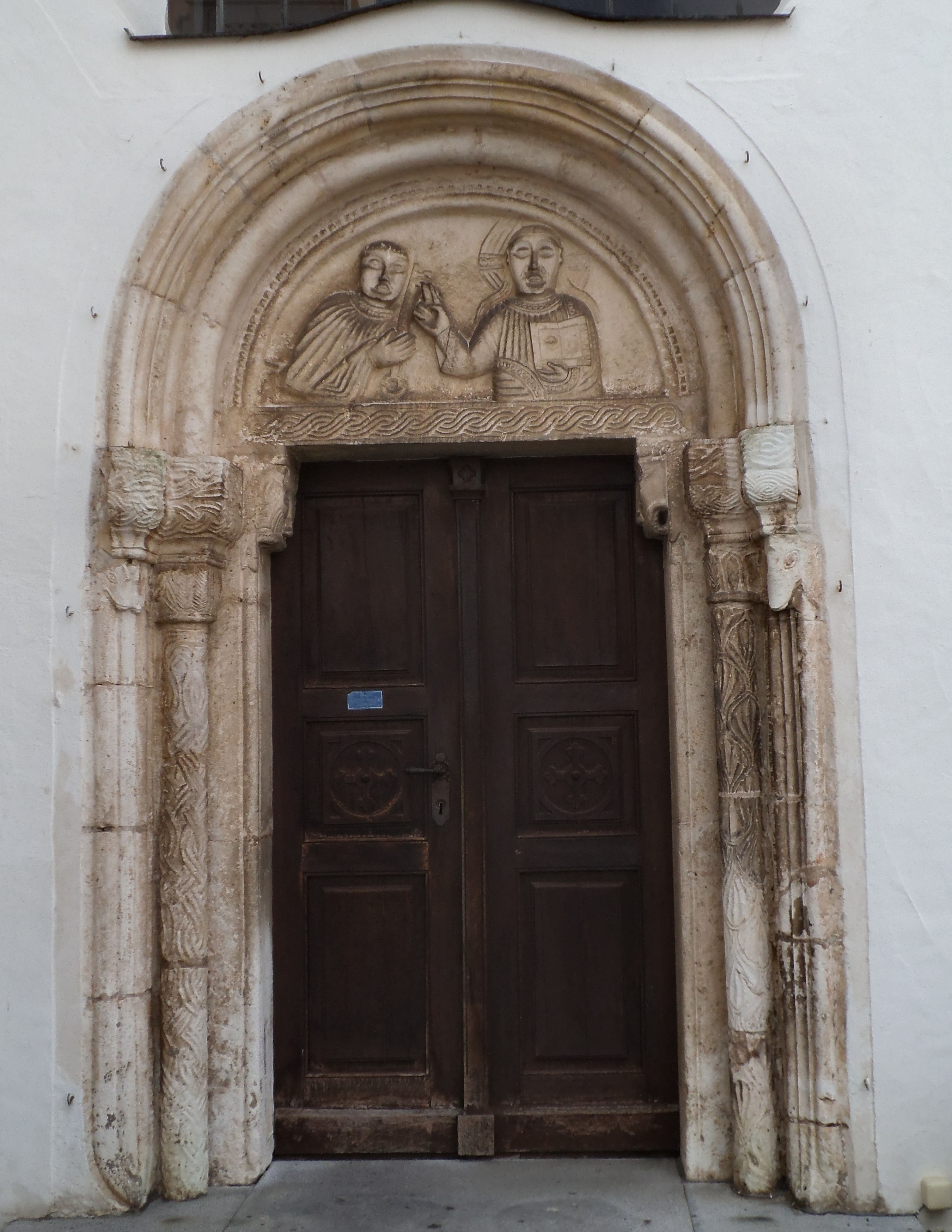
Paring Stiftkirche St. Michael: Romanisches Portal an der Südseite